# Benjamin Dale
Benjamin James Dale (* 17. Juli 1885 in London; † 30. Juli 1943 ebenda) war ein britischer Organist und Komponist.

## Leben
Der Sohn von Charles Dale studierte an der Royal Academy of Music bei Frederick Corder, Evlyn Howard-Jones, Herbert Lake und Henry Richards. Bis 1914 wirkte er als Organist an verschiedenen Londoner Kirchen. Im Ersten Weltkrieg war er als feindlicher Ausländer im Internierungslager Ruhleben bei Berlin interniert. 1919 bis 1920 gelangte er auf einer Weltreise u. a. nach Australien und Neuseeland.

## Werke (Auswahl)
Als Komponist war Dale seit früher Jugend aktiv. Mit vierzehn Jahren komponierte er die Ouvertüre Horatius. Zu seinen kammermusikalischen Werken zählen eine Klaviersonate (1905) und eine Phantasie in D (1911). Weiterhin komponierte er Chorwerke, sechs Carols und das Anthem A Song of Praise. Sein Choral Sidmouth fand Aufnahme in das Methodist Hymn Book (1933).
- Horatius, dramatische Ouvertüre für großes Orchester, vollendet am 19. Januar 1900 OCLC 1115127518
- Orgelsonate d-moll, Dezember 1900 OCLC 1115085533
- Funeral march [Trauermarsch] für Orchester, komponiert im Januar 1901 OCLC 1115125498
- Barcarole für kleines Orchester, 1902 OCLC 1206231736
- Fantasie (Concertstuck) für Orgel und großes Orchester, 1902 OCLC 1115111843
- The splendour falls für Bariton und großes Orchester, Text: Alfred Tennyson, vollendet am 10. Januar 1902 OCLC 1115114094
- Barcarole und Valse für Klavierduett, komponiert im März 1902 OCLC 1115130752
- The Tempest [Der Sturm], Ouvertüre für großes Orchester, vollendet am 4. Juni 1902 OCLC 1115074639
- Konzertouvertüre für Orchester, 1904 OCLC 1115099747
- Four Christmas Carols für vierstimmigen gemischten Chor, Novello & Company, London, 1906 OCLC 1039682143 I In Bethlehem that noble place
- Klaviersonate d-moll, Novello, 1906 OCLC 772968866
- Allegro molto (Finale) für Viola und Orchester, vollendet 7. Januar 1907 OCLC 1115129187
- Night fancies, Impromptu für Klavier op. 3 G. Ricordi, London, 1909 OCLC 760330801
- No room in the inn, Carol for Christmas-tide, für gemischten Chor a capella, Text: J. Finnemore, Robert Cully, London. 1909 OCLC 957034600
- Ballade für Violine und Klavier op. 15, Joseph Williams, London, 1927 OCLC 13101485